# Paweł (patriarcha Aleksandrii)
Paweł – chalcedoński patriarcha Aleksandrii w latach 537–542.